# 仙居县
28°51′14.05″N 120°43′51.7″E / 28.8539028°N 120.731028°E

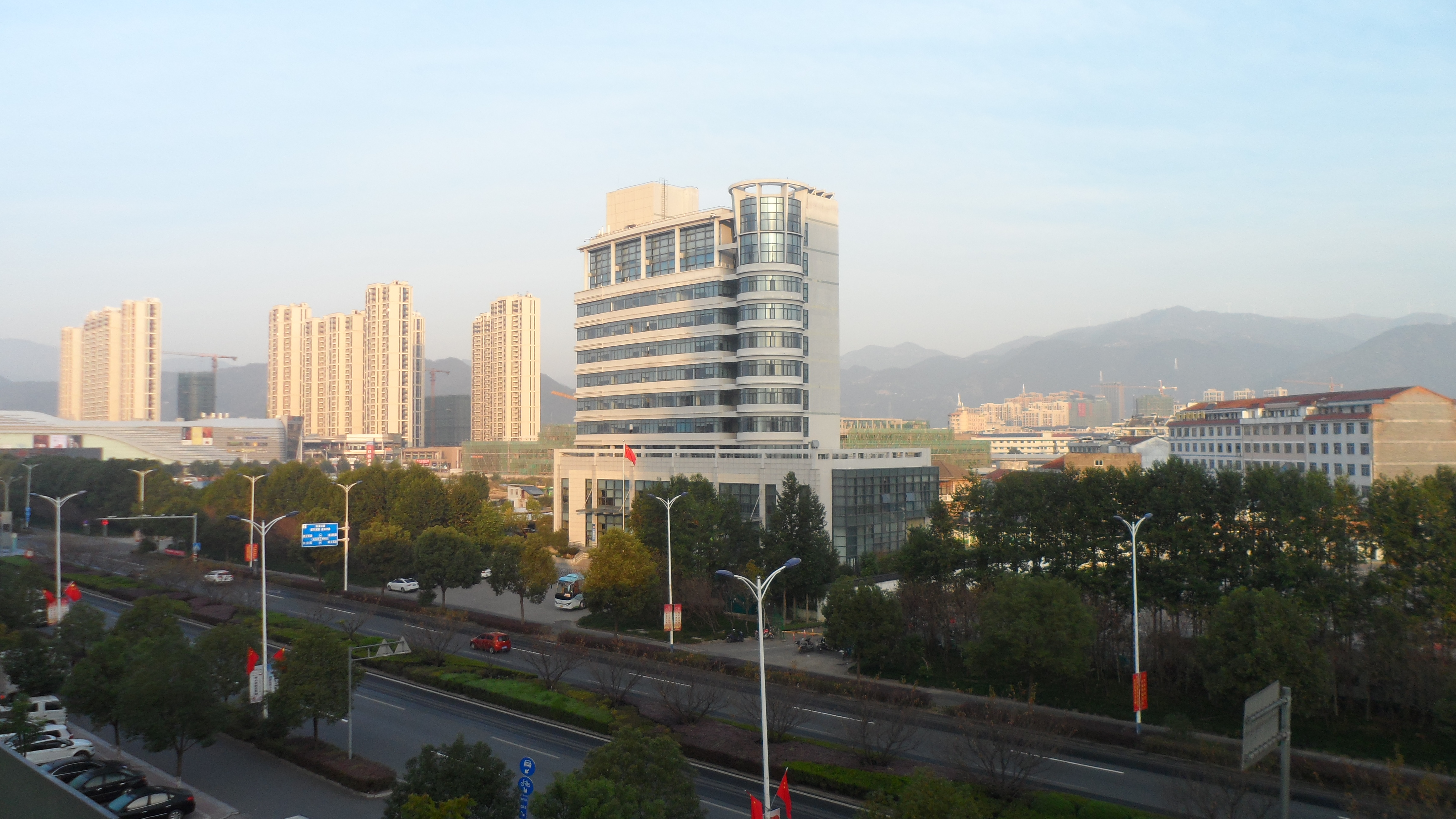
浙江台州仙居县

仙居县（台州话：Sin-kü Yön）是浙江省台州市所辖的一个县，区域面积为1992平方千米。仙居地处括苍山和四明山之间，地势南北高、中间低，永安溪自西向东贯穿全境，流域内横溪、田市、城关、下各四个河谷冲蚀平原为仙居县最重要的产粮区和人口聚居区。縣政府駐環城西路50號。
仙居历史悠久，人文荟萃，近年来該縣以仙居蝌蚪文的發現等旅游资源而带动觀光产业和推動經濟發展。

## 历史

### 县名的由来
仙居县原名「乐安」、「永安」。始设于东晋穆帝永和三年（公元347年），名乐安。五代后唐长兴元年（公元930年），因治理盂溪水患功成改乐安县为永安县，以此希望永保平安。
北宋景德四年（公元1007年），宋真宗以其“洞天名山，屏蔽周卫，而多神仙之宅”，诏改仙居，意为“仙人居住之地”。
这个美丽的名字据说来自一个神奇的传说。 相传在北宋时期，县城西门外的西郭垟村有个名叫王温的人，平时救危济贫，乐善好施。一日傍晚，他见门口站着两个长满疮疱的人痛苦万状，顿生怜悯之心，就问：“你们的病这么严重，有没有办法治疗呢？”那两人说：“办法倒有，只是要用新酿成的酒，浸泡身体，才可治好。”王温听了高兴地说：“我家刚好酿了两缸新酒！”随即请这两人进门脱掉衣服，任其在酒缸中浸泡。说也奇怪，两人在酒缸中泡了一夜后，第二天出来，身上的疮疱不仅全部消失了，而且容光焕发，皮肤光泽，就得如同美少年一般。他们向王温谢辞而去后，王温闻到酒缸中飘出阵阵异香，就叫全家人喝下，还把酒糟喂了鸡犬。不一会儿，王温全家连同鸡犬一起升天，成了神仙。当时的皇帝宋真宗赵恒听了这一奇事后，欣然下旨，“以其洞天名山，屏蔽周卫，而多神仙之宅”，将永安县改名为仙居县。
戴孚《廣異記》則載，唐代有一個自稱「僕僕先生」的仙人在此地顯化，唐玄宗為此改名為仙居。

### 先秦
早在距今4000—7000年前，仙居一带就有人在这块土地生息繁衍。约7000年前，出现了新石器时代的下汤新石器遗址。1989年12月12日，浙江省人民政府正式批准下汤新石器文化遗址为省级重点文物保护单位。另据传说，春秋时代越王勾践曾在仙居边境与吴国追兵交战，建有越王庙。

### 古代
公元347年，仙居建县。北宋景德四年（公元1007年），宋真宗赵恒以“洞天名山，屏蔽周卫，而多神仙之宅”下诏命名为仙居。公元1018年，宋真宗赐给仙居括苍洞的为《金龙白璧》，《金龙白璧》属“宋真宗皇帝于1018年赐给中国道教第十大洞天——括苍洞”。北宋徽宗皇帝于公元1103年，奏闻仙居县括苍洞真人徐来勒治理成效卓著，应予昭报，追封他为“灵应真人”。公元1121年，吕师囊起义，起义后很快发展到上万人，号称十万，失败后吕师囊伤重跳崖被俘，解至临海，遭裂尸。公元1156年，朱熹，王十朋来桐江书院讲学，朱熹曾发出“地气尽垂于此矣”的惊叹。1245年，浙江台州仙居人陈仁玉撰《菌谱》，记述仙居所产菌类11种，为中国第一部地方性食用菌类志，详述各种菌类产地、性味、形状、品级、采集和食用方法。1553年，倭寇大掠浙东各地,6月仙居城破，全城仅余10人生还。1561年，倭寇再次向台州进犯，戚继光率部在仙居截击，倭寇无一人逃脱。后来戚继光又先后九战皆捷，俘馘一千有余。

### 近现代
1949年7月8日，中国人民解放军占领仙居。1957年4月中旬到5月下旬，发生反对人民公社化运动的“仙居事件”。1978年，开始“改革开放”。

## 自然条件

### 地理

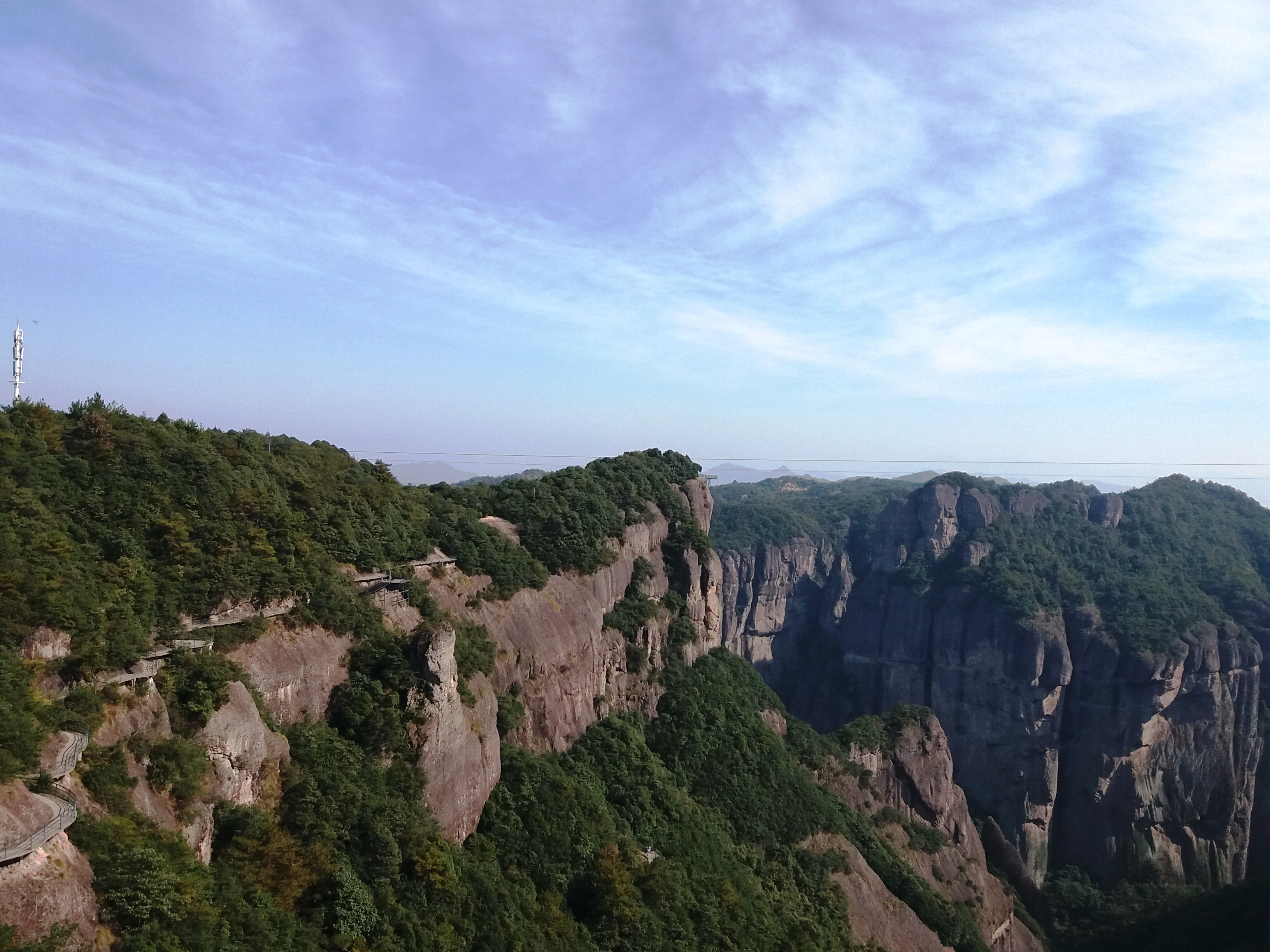
神仙居

仙居县地处浙江省东南部，台州市的西部，靠近东海，地形丘陵山地为主，号称“八山一水一分田”全县森林覆盖率达77.9%，东连临海、黄岩，南邻永嘉县，西接缙云县，北靠磐安县和天台县。在北纬约28.5°-29°之间,境内南北直线距离为57.6公里;东经约120°-121°之间，东西直线距离为63.6公里。仙居旅游资源丰富，拥有文化底蕴深厚的人文景观和景色秀丽的自然景观。境内奇峰异石、流湍飞瀑、幽谷清溪、翠竹秀林，集“奇、险、清、幽”于一体，汇“峰、瀑、溪、流”于一地。清代翰林编修潘耒在《游仙居诸山记》中云：“天台幽深，雁荡奇崛，仙居兼而有之。”宋大理学家朱熹也曾发出“地气尽垂于此矣”的惊叹。2002年5月，获国家重点风景名胜区称号，景区面积187.8平方公里，包括神仙居、景星岩、十三都、公盂、淡竹五大景区。

### 气候
仙居属亚热带季风气候，温和湿润，四季分明。

## 行政区划
仙居县位于浙江省东南部。地理坐标为北纬28°51′，东经120°44′。总面积1992平方千米，总人口为487588人，常住人口342676人。
县人民政府现无专属办公地点，目前临时租住在仙居县供电大楼内。
全县下辖7镇10个乡3个街道办事处，722个行政村。 
福应街道、南峰街道、安洲街道、横溪镇、埠头镇、白塔镇、田市镇、官路镇、下各镇、朱溪镇、安岭乡、溪港乡、湫山乡、淡竹乡、皤滩乡、上张乡、步路乡、广度乡、大战乡和双庙乡。

## 经济

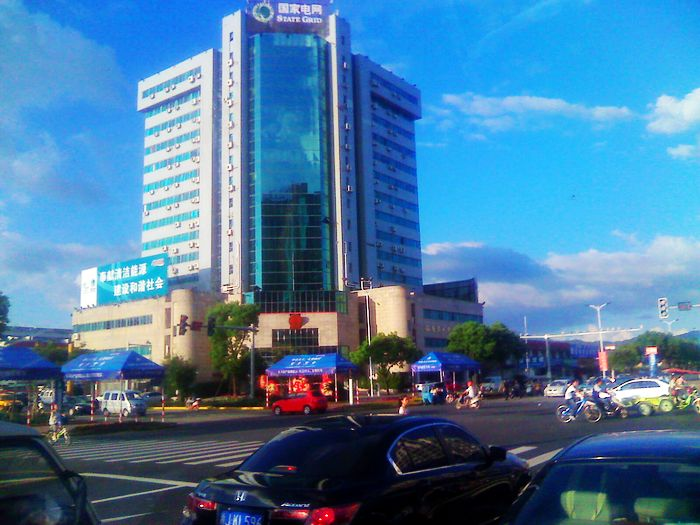
位于供电大楼内的仙居县政府办公地点

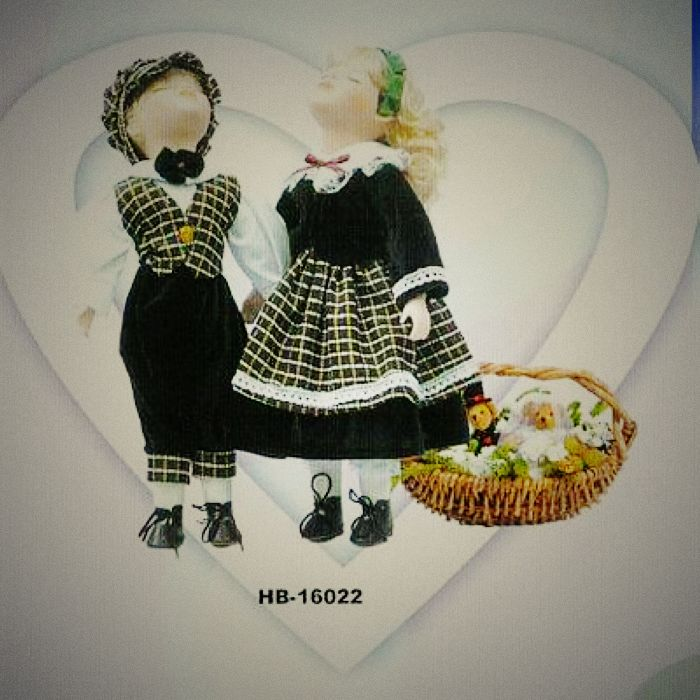
九十年代以后，仙居工艺品一直占全国工艺品出口量九成以上

县委县政府提出“生态立县、特色明县、工业强县、跨越兴县”四大战略。
仙居是“中国杨梅之乡”、“中国工艺礼品之都”，全县经济社会呈现良好的发展态势。2012年，全县实现生产总值128亿元，增长10.0%；财政总收入14.7亿元，其中地方财政收入7.9亿元，分别增长12.7%和15.3%；城镇居民人均可支配收入25454元，农村居民人均纯收入10460元，分别增长11.2%和11.6%。 
仙居县经济开发区是省级工业园区，其前身是仙居县工业园区，建于2003年。2009年8月，在各工业区块整合的基础上成立仙居县经济开发区。“一城四园”是开发区的整体框架：“一城”指的是县城东部，以永安、现代、下各创新工业区块为基础的仙居工业新城，这也是仙居工业发展的重心；四园即工艺品城、城南工业区块、横溪工业区块和白塔工业区块。目前，共有入园企业223家，其中已投产企业159家。2009年10月，仙居县经济开发区在全省100多个省级工业园区中脱颖而出，被评为“浙江省最具投资价值工业园区”。

### 旅游业
2005年以后，随着政府对县城可持续发展的多次评估，依托于仙居县境内丰富的旅游资源，制定了一条依托于旅游业为支柱的发展道路，近年来加上对制药，房地产，特色水果（杨梅）种植等行业的支持，仙居县经济开始了较为顺利的发展，财政收入持续增长，也摆脱了浙江省内落后地区的称号，走上了一条可持续发展的道路。

## 交通
县域交通网络组成“四横三纵”的骨架。其中：
- 四横：由台金铁路仙居段、 诸永高速仙居段、35省道仙居段和台州机场高速西延线组成； 351国道
- 三纵：由 诸永高速公路仙居段、40—41 省道仙居段、 上三高速公路西复线仙居段和 管铁线怀仁至朱溪段及朱宁公路（朱溪至宁溪）组成。

### 高速
- 甬金高速
- 诸永高速
- 台金高速

### 国道
- 351国道

### 省道
- 218省道、 223省道、 322省道

### 县客运中心站
仙居-安岭  仙居-杭州  仙居-宁波  仙居-临海

## 教育
曾经一段时间，由于社会经济相对落后，仙居的整个教育水平在浙江省内处于落后状态。很多优秀的学生在初中毕业后就会就会前往台州临海或者杭州，宁波等浙江大城市求学，而使得仙居县的教育系统处于瓶颈状态。近年来，随着教育资金的持续投入与招募优秀人才计划的展开，仙居的教育系统开始朝着有利的方向发展。目前仙居县主要的学校有：

### 高级中学
- 仙居中学（省重点高中）
- 仙居职业中等专业学校（仙居三中）
- 城峰中学
- 宏大中学
- 仙居县横溪中学

### 义务教育
- 仙居二中
- 官路中学
- 安洲中学、新生中学
- 城关镇第一中心小学
- 城关二小（安洲小学）
- 仙居实验小学（三小）

### 社会教育
- 县老年人协会
- 仙居县图书馆
- 仙居县少年宫

## 人口与语言
根據第七次全国人口普查數據，截至2020年11月1日零時，仙居縣常住人口431888人。
仙居縣約43万人口，城市化水平较低，仙居县城人口不足10万，但近年城镇迅速扩张，原本与老县城接壤的乡镇相继被合并，城市人口比例逐渐增长。语言为吴语台州片仙居话。
2010年第六次人口普查，仙居总人口为495279人，常住人口342676人。当地居民以汉族为主。

## 著名人物与古迹

### 著名古蹟
下湯新石器時代遺址。朱溪漢代巖畫。南宋桐江書院

## 旅游

### 特产
仙居蜜梨、仙居杨梅、仙居鸡：中国地理标志产品。

### 旅游景点
仙居国家公园是仙居县的国家公园和著名风景区。